# サメハ・ロトフィ・アブデルハディ
サメハ・ロトフィ・アブデルハディ（アラビア語: سامح لطفي عبد الهادي、英語: Sameh Lotfi Abdelhady、朝鮮語: 사미 루트피 압둘 하디）は、エジプトの外交官、大使。2016年9月7日に万寿台議事堂で最高人民会議常任委員会の金永南委員長に信任状を捧呈して以来、在朝鮮民主主義人民共和国エジプト大使を務めている。